# Jim Saxton
Hugh James „Jim” Saxton (ur. 22 stycznia 1943 w Nicholson, Pensylwania) – amerykański polityk, członek Partii Republikańskiej. W latach 1984–2009 był przedstawicielem stanu New Jersey w Izbie Reprezentantów Stanów Zjednoczonych, najpierw z trzynastego, a od 1993 roku z trzeciego okręgu wyborczego.